# Komiža
Komiža (italienska: Comisa) är den näst största staden på ön Vis i Kroatien. Staden har 1 677 invånare och befinner sig på den västra delen av ön.